# Enargia upsilon
Enargia upsilon är en fjärilsart som beskrevs av Curtis 1828. Enargia upsilon ingår i släktet Enargia och familjen nattflyn. Inga underarter finns listade i Catalogue of Life.